# Municipio San Sebastián (Aragua)
El Municipio San Sebastián es uno de los 18 municipios que forman parte del estado Aragua, Venezuela. Tiene una superficie de 491 km² y una población de 33.336 habitantes (censo 2011). Su capital es San Sebastián de los Reyes.

## Geografía
El municipio se encuentra ubicado al centro del Estado Aragua, en la región de Los Llanos y la costa-monataña (en la Serranía del Interior). Presenta un clima tropical de Sabana con temperaturas promedio entre los 25°C y los 26 °C.
el municipio tiene cualidades extremas de 8.5 de clima véase también 30.5

## Política y gobierno

### Alcaldes
| Período     | Alcalde            | Partido político / Alianza | % de votos | Notas |
| ----------- | ------------------ | -------------------------- | ---------- | --- |
| 1989 - 1992 | Wiston Durán Vegas | COPEI                      | 52,90      | Primer alcalde bajo elecciones directas                                                                                           |
| 1992 - 1995 | Pedro Escobar      | MAS                        | 39,77      | Segundo alcalde bajo elecciones directas                                                                                          |
| 1995 - 1998 | Wiston Durán Vegas | COPEI                      | -          | Tercer alcalde bajo elecciones directas                                                                                           |
| 1998 - 2000 | Octavio Martínez   | AD                         | -          | (Alcalde encargado) (se realizaron elecciones generales adelantadas en el 2000 debido a la aprobación de la Constitución de 1999) |
| 2000 - 2004 | Enrique Barrios    | AD                         | 34,72      | Cuarto alcalde bajo elecciones directas                                                                                           |
| 2004 - 2008 | Carlos Miranda     | PODEMOS                    | 42,83      | Quinto alcalde bajo elecciones directas                                                                                           |
| 2008 - 2013 | Pablo Carruido     | PSUV                       | 55,33      | Sexto alcalde bajo elecciones directas (se postergan 1 año las elecciones municipales pautadas para finales del 2012)             |
| 2013 - 2017 | Carlos Miranda     | PJ MUD                     | 62,58      | Séptimo alcalde bajo elecciones directas                                                                                          |
| 2017 - 2021 | Félix Romero       | PSUV                       | 82,57      | Octavo alcalde bajo elecciones directas                                                                                           |
| 2021        | Samuel Sánchez     | PSUV                       | -          | Alcalde Encargado |
| 2021 - 2025 | Andrés Aular       | LAPIZ MUD                  | 64,47      | Noveno alcalde bajo elecciones directas                                                                                           |

### Concejo Municipal
Período 1989 - 1992
| Concejales:    | Partido político / Alianza |
| -------------- | -------------------------- |
| Pedro Carruido | COPEI                      |
| Rafael Mijares | COPEI                      |
| Freddy Romero  | AD                         |
| Elix Aparicio  | AD                         |
| Pedro Escobar  | MAS                        |

Período 1992 - 1995
| Concejales:    | Partido político / Alianza |
| -------------- | -------------------------- |
| Ubaldo Rojas   | COPEI                      |
| Rafael León    | COPEI                      |
| Pedro Carruido | COPEI                      |
| Carmen Gómez   | AD                         |
| Andres Ereipa  | AD                         |
| Inés Gómez     | MAS                        |
| Pedro Bolivar  | MAS                        |

Período 1995 - 2000
| Concejales:      | Partido político / Alianza |
| ---------------- | -------------------------- |
| Nelson Galindo   | AD                         |
| Andres Ereipa    | AD                         |
| Laureano Inojosa | AD                         |
| Octavio Martínez | AD                         |
| Oswaldo Jiménez  | COPEI                      |
| Nicobia Peña     | COPEI                      |
| Pedro Carruido   | MAS                        |

Período 2000 - 2005
| Concejales:          | Partido político / Alianza |
| -------------------- | -------------------------- |
| Jose Antonio Ovalles | AD                         |
| Andres Ereipa        | AD                         |
| Gladis Flores        | AD                         |
| Luz Elena Mijares    | ROGE                       |
| Willian Lara         | ROGE                       |
| Italia Valdinelli    | PPT                        |
| Hector Rojas         | MAS                        |

Período 2005 - 2013
| Concejales:       | Partido político / Alianza |
| ----------------- | -------------------------- |
| George Seijas     | PODEMOS                    |
| Andres Arteaga    | PODEMOS                    |
| Rafael Escolar    | PODEMOS                    |
| Francisco Linares | MVR                        |
| Nerida Mejías     | MVR                        |
| Wiston Durán      | COPEI                      |
| Hector Rojas      | MAS                        |

Período 2013 - 2018
| Concejales:       | Partido político / Alianza |
| ----------------- | -------------------------- |
| Hector Rojas      | MUD                        |
| Willian Lara      | MUD                        |
| George Seijas     | MUD                        |
| José Ramírez      | MUD                        |
| Octavio Martínez  | MUD                        |
| Juan Felix Méndez | MUD                        |
| Jesús Ascanio     | PSUV                       |

Período 2018 - 2021
| Concejales:     | Partido político / Alianza |
| --------------- | -------------------------- |
| Gonzalo Romero  | PSUV                       |
| Nilsa Antequera | PSUV                       |
| Angel Villegas  | PSUV                       |
| Chemarely Marín | PSUV                       |
| Nelvis Guzmán   | PSUV                       |
| Jorge Pacheco   | PSUV                       |
| Milagros Ibarra | PSUV                       |

Período 2021 - 2025
| Concejales:     | Partido político / Alianza |
| --------------- | -------------------------- |
| Félix Nieves    | LAPIZ                      |
| Adriana Utrera  | LAPIZ                      |
| Ernesto Rivero  | LAPIZ                      |
| Marcos Marrufo  | LAPIZ                      |
| Oswaldo Pacheco | LAPIZ                      |
| Niliana Bracho  | LAPIZ                      |
| Félix Urbaez    | PSUV                       |

## véase también
- Lista de municipios de Venezuela

### Símbolos
- Escudo
- Bandera
- Himno
- Wikimedia Commons alberga una categoría multimedia sobre Municipio San Sebastián.

- Datos: Q642788